# 22 de agosto
El 22 de agosto es el 234.º (ducentésimo trigésimo cuarto) día del año en el calendario gregoriano y el 235.º en los años bisiestos. Quedan 131 días para finalizar el año.

## Acontecimientos
- 392: Arbogastes elige a Eugenio como nuevo emperador del Imperio Romano de Occidente.
- 476: Odoacro es nombrado "Rex italiae" por sus propias tropas.
- 502 (viernes): a la noche, la ciudad israelita de Acre es destruida completamente por un terremoto de 8 grados en la escala de Richter. De acuerdo con los registros arqueológicos, se destruye la mitad de Tiro (8°), Sidón (7°), Beirut (7°) y Safed (6°).
- 1138: Batalla del Estandarte: Batalla que enfrentó a David I de Escocia contra las tropas del rey Esteban de Inglaterra.
- 1485: Batalla de Bosworth: Considerada la más importante batalla de la guerra de las Dos Rosas, enfrenta al pretendiente al trono Enrique Tudor contra el rey Ricardo III de Inglaterra por la Corona inglesa.
- 1526: en el océano Pacífico, el conquistador Toribio Alonso de Salazar conquista las islas Carolinas.
- 1559: el arzobispo Bartolomé Carranza es arrestado, acusado de herejía.
- 1639: la ciudad de Chennai (antiguamente Madras) es fundada por la Compañía Británica de las Indias Orientales.
- 1642: Carlos I de Inglaterra llama a los miembros del Parlamento inglés traidores. Comienza la guerra civil inglesa.
- 1646: en el antiguo Estado de Occidente (México), Ignacio Molarja y Jerónimo de la Canal fundan la misión jesuítica de Nuestra Señora de la Asunción de Arizpe, hoy Arizpe en el actual estado de Sonora.
- 1717: Tropas españolas ponen pie en Cerdeña.
- 1770: James Cook adquiere la costa este de Australia a la que denomina Nueva Gales del Sur en nombre de Jorge III de Inglaterra.
- 1780: el barco de James Cook, el HMS Resolution, vuelve a Inglaterra sin el propio Cook, que fue asesinado en Hawái.
- 1791: inicia la Revolución haitiana
- 1827: en Perú, José de La Mar asume la presidencia.
- 1846: se decreta el inicio de la Segunda República Federal de México
- 1846: el arqueólogo inglés William Jhon Thoms utiliza por primera vez el término "folklor" que derivará en el término folclore.
- 1848: los Estados Unidos se anexionan Nuevo México.
- 1851: la goleta América gana la primera edición de la Copa de las Cien Guineas (posterior Copa del América).
- 1864: en Ginebra (Suiza), la Sociedad de Bienestar firma la Primera Convención de Ginebra, con lo que se le da nacimiento a lo que más tarde se llamaría la Cruz Roja Internacional.
- 1902: Nace la Cadillac Motor Company.
- 1910: Japón anuncia oficialmente la anexión de Corea.
- 1922: Michael Collins, comandante en jefe del Ejército del Estado Libre Irlandés, es tiroteado durante la guerra civil irlandesa.
- 1926: en Grecia termina la dictadura de Theodoros Pangalos, por un golpe de Estado militar dirigido por Georges Kondylis.
- 1930: en Perú el comandante Luis Miguel Sánchez Cerro lidera un golpe de Estado contra Augusto Leguía.
- 1932: en Londres (Reino Unido), la BBC realiza sus primeros experimentos con la televisión.
- 1934: en Estados Unidos, un grupo de empresarios trata de seducir al general Smedley Butler (1881-1940) para derrocar a Franklin Delano Roosevelt. Afirman que el New Deal diseñado por el presidente para reactivar el país no le hace bien a la clase empresaria.
- 1942: Segunda Guerra Mundial: Brasil declara la guerra a Alemania e Italia.
- 1944: 
  - Segunda Guerra Mundial: Rumanía es invadida por la Unión Soviética.
  - Segunda Guerra Mundial: Holocausto de Kedros, en Creta, por las tropas alemanas.
- 1949: en Las Palmas de Gran Canaria, se funda la Unión Deportiva Las Palmas.
- 1950: la tenista Althea Gibson se convierte en el primer jugador afroamericano en una competición internacional de tenis.
- 1951: en la avenida Nueve de Julio, en Buenos Aires (Argentina) se realiza el Cabildo Abierto del Justicialismo para presentar a Perón-Evita, la Fórmula de la Patria. Sin embargo, Evita Perón renuncia a participar en la fórmula presidencial (para la reelección del presidente Perón).
- 1952: en la Guyana Francesa, la colonia penal de la Isla del Diablo es cerrada definitivamente.
- 1962: intento fallido de asesinato contra el presidente Charles de Gaulle.
- 1964: en el área de pruebas atómicas de Nevada (a unos 100 km al noroeste de la ciudad de Las Vegas), a las 14:17 a. m. (hora local) Estados Unidos detona su bomba atómica Canvasback, de 18 kilotones (a 448 m bajo tierra). Es la bomba n.º 381 de las 1132 que Estados Unidos detonó entre 1945 y 1992.
- 1968: el papa Pablo VI llega a Bogotá. Es la primera visita de un papa a Latinoamérica.
- 1972: John Wojtowicz, junto a Salvatore Naturale y Robert Westenberg, intentaron robar una sucursal del banco Chase Manhattan en Gravesend, Brooklyn. Mantuvieron siete rehenes dentro de la sucursal durante 14 horas, Westenberg huyó del edificio antes de que comenzara el robo. Finalmente, terminaron negociando con la policía, y fueron trasladados en un auto con los rehenes hasta el Aeropuerto John F. Kennedy para irse del país (dicho aeropuerto sería asaltado años después por la Familia Lucchese), al llegar, la policía asesinó a Salvatore de un disparo y arrestaron a John. Dicho suceso inspiraría la película de 1975 Tarde de Perros.
- 1972: 
  - en la Base Aeronaval Almirante Zar (Patagonia argentina) la Armada Argentina asesina a 16 extremistas guerrilleros militantes de organizaciones armadas de izquierda (Masacre de Trelew).
  - Rodesia (actual Zimbabue) es expulsada del Comité Olímpico Internacional por sus políticas racistas.
- 1973: en Chile, el Congreso vota a favor de la resolución de condenar el gobierno de Salvador Allende determinando la ilegalidad de su gobierno y declarándolo fuera de la ley.
- 1978: en Managua (Nicaragua), un comando de guerrilleros del FSLN al mando de Edén Pastora toma el Palacio Nacional, en la Operación Chanchera, durante una sesión del Congreso.
- 1984: en la Ciudad de México, se cierra el recorrido de las 2 líneas de metro más importantes de la capital mexicana, al abrir la estación Pantitlán de la Línea 1 del Metro (convirtiéndose por primera ocasión en correspondencia con la Línea 5, abierta en 1981) y la segunda ampliación de la Línea 2 del Metro, desde su antigua terminal Tacuba hasta su nueva terminal Cuatro Caminos (la cual la convierte en la primera línea de metro en llegar al Estado de México).
- 1991: el ejército soviético inicia su retirada de las tres repúblicas bálticas (Estonia, Letonia y Lituania).
- 1994: en Argentina se aprueba la reforma de la Constitución argentina.
- 2003: en el Centro de lanzamiento de Alcántara (en el norte de Brasil) explota un cohete VLS-3, matando instantáneamente a 21 científicos e ingenieros brasileños.
- 2004: en el Museo Munch de Oslo (Noruega), dos cuadros del expresionista Edvard Munch, El grito y Madonna, son robados a plena luz del día y a mano armada.
- 2010: en Atacama (Chile), tras 17 días de búsqueda son encontrados con vida los 33 mineros atrapados en el yacimiento de San José.
- 2020: 
  - la DC Fandome, una convención de cómics on-line global centrada en las franquicias de medios de DC Entertainment.
  - en Bielorrusia, el mandatario Alexandr Lukashenko ordena al Ejército reforzar la defensa de “la integridad territorial” en medio de la crisis civil que se vive en el país.
  - en Perú, ocurre una estampida masiva de gente en la discoteca Thomas Restobar, en plena pandemia de COVID-19, dejando un saldo de 13 fallecidos

## Nacimientos

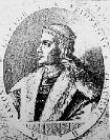
Federico II de Sajonia.

- 1412: Federico II, rey sajón (f. 1464).
- 1601: Georges de Scudéry, escritor y académico francés (f. 1667).
- 1624: Jean Regnault de Segrais, escritor francés (f. 1701).
- 1647: Denis Papin, físico e inventor francés (f. 1712).
- 1749: Obispo Verdugo (Manuel Verdugo y Albiturría), religioso español (f. 1816).
- 1760: León XII, papa italiano (f. 1829).
- 1764: Charles Percier, arquitecto y diseñador francés (f. 1838).

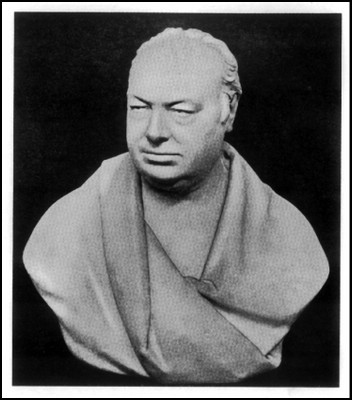
Henry Maudslay.

- 1771: Henry Maudslay, inventor británico (f. 1831).
- 1773: Aimé Bonpland, explorador y botánico francés (f. 1858).
- 1811: William Kelly, inventor estadounidense (f. 1888).
- 1818: Rudolf von Ihering, jurista y filósofo alemán (f. 1892).
- 1821: Mariano Felipe Paz Soldán, historiador y geógrafo peruano (f. 1886).
- 1827: Ezra Butler Eddy, político y empresario canadiense (f. 1906).
- 1834: Samuel Langley, astrónomo estadounidense (f. 1906).
- 1841: Joaquín Crespo, militar y político venezolano, presidente de la nación (f. 1898).
- 1843: Manuel Sales y Ferré arqueólogo, filósofo, historiador español (f. 1910).
- 1851: Salvador Calderón y Arana, geólogo, botánico y zoólogo español (f. 1911).
- 1854: Milan I de Serbia, rey de Serbia (f. 1901).
- 1857: Juan Picasso González, militar español, tío segundo del pintor Pablo Ruiz Picasso (f. 1935).
- 1860: 
  - Paul Nipkow, ingeniero alemán (f. 1940).
  - Leonor Reuss-Köstritz, zarina de Bulgaria (f. 1917).

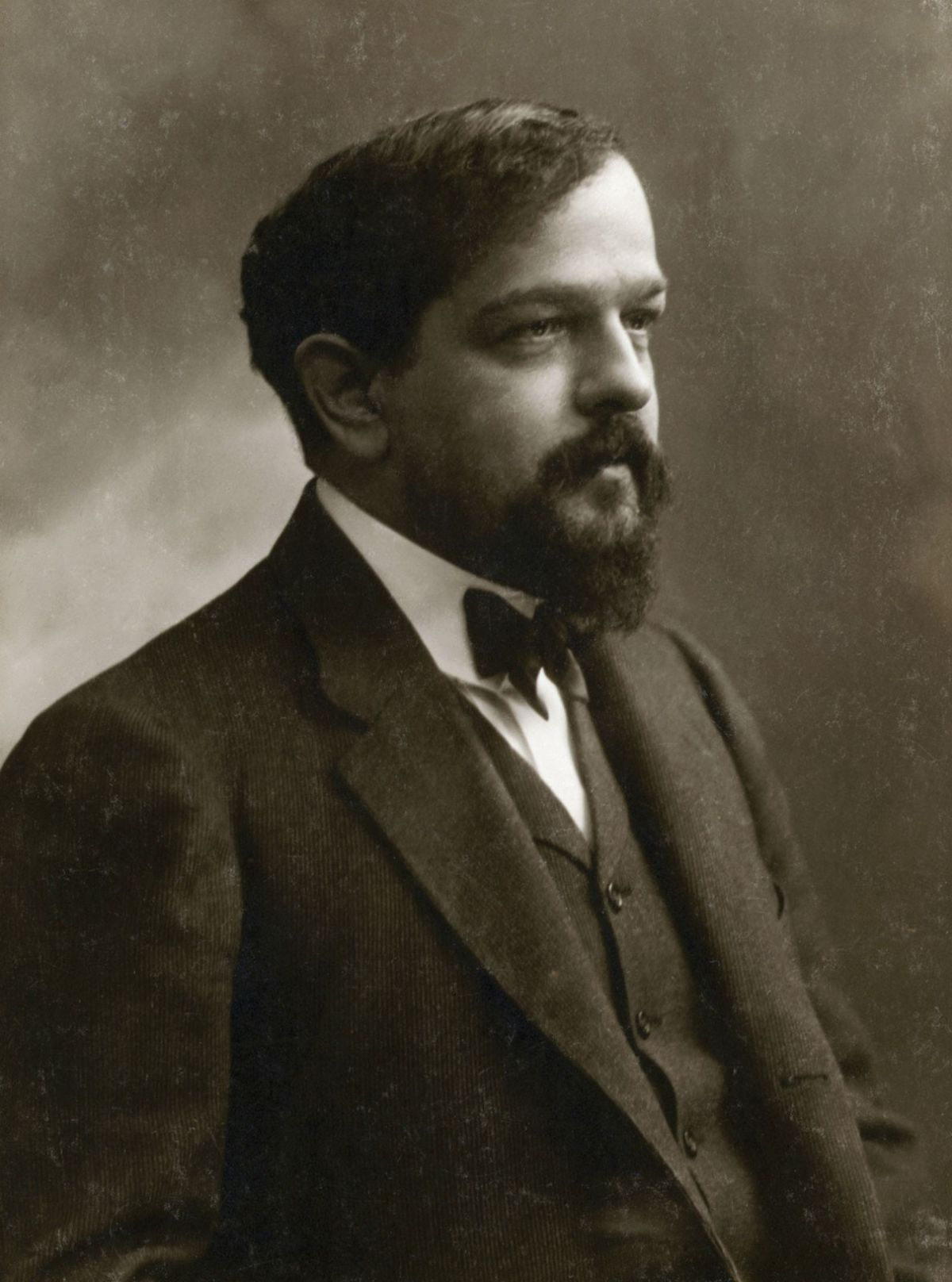
Claude Debussy.

- 1862: Claude Debussy, compositor francés (f. 1918).
- 1869: Jaime Pujiula, sacerdote y biólogo español (f. 1958).
- 1873: Alexander Bogdanov, físico y filósofo ruso (f. 1928).
- 1874: Max Scheler, filósofo social y religioso alemán (f. 1928).
- 1877: Ananda Coomaraswamy, filósofo anglo-indio.
- 1879: Valentín de Zubiaurre, pintor español (f. 1963).
- 1880: George Herriman, autor de cómics estadounidense (f. 1944).
- 1887: Lutz Schwerin von Krosigk, canciller alemán (f. 1977).
- 1890: Floyd Allport, psicólogo social estadounidense (f. 1978).Dorothy Parker.
- 1891: 

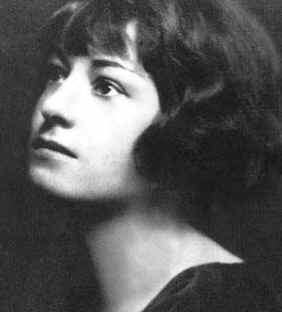
Dorothy Parker.

  - Jacques Lipchitz, escultor cubista lituano (f. 1973).
  - Francis McDonald, actor estadounidense (f. 1968).
- 1893: 
  - Cecil Kellaway, actor británico (f. 1973).
  - Dorothy Parker, poeta y escritora estadounidense (f. 1967).
- 1895: László Almásy, aviador húngaro (f. 1951).
- 1902: 
  - Erwin Kramer, político alemán (f. 1979).
  - Leni Riefenstahl, actriz y cineasta alemana (f. 2003).

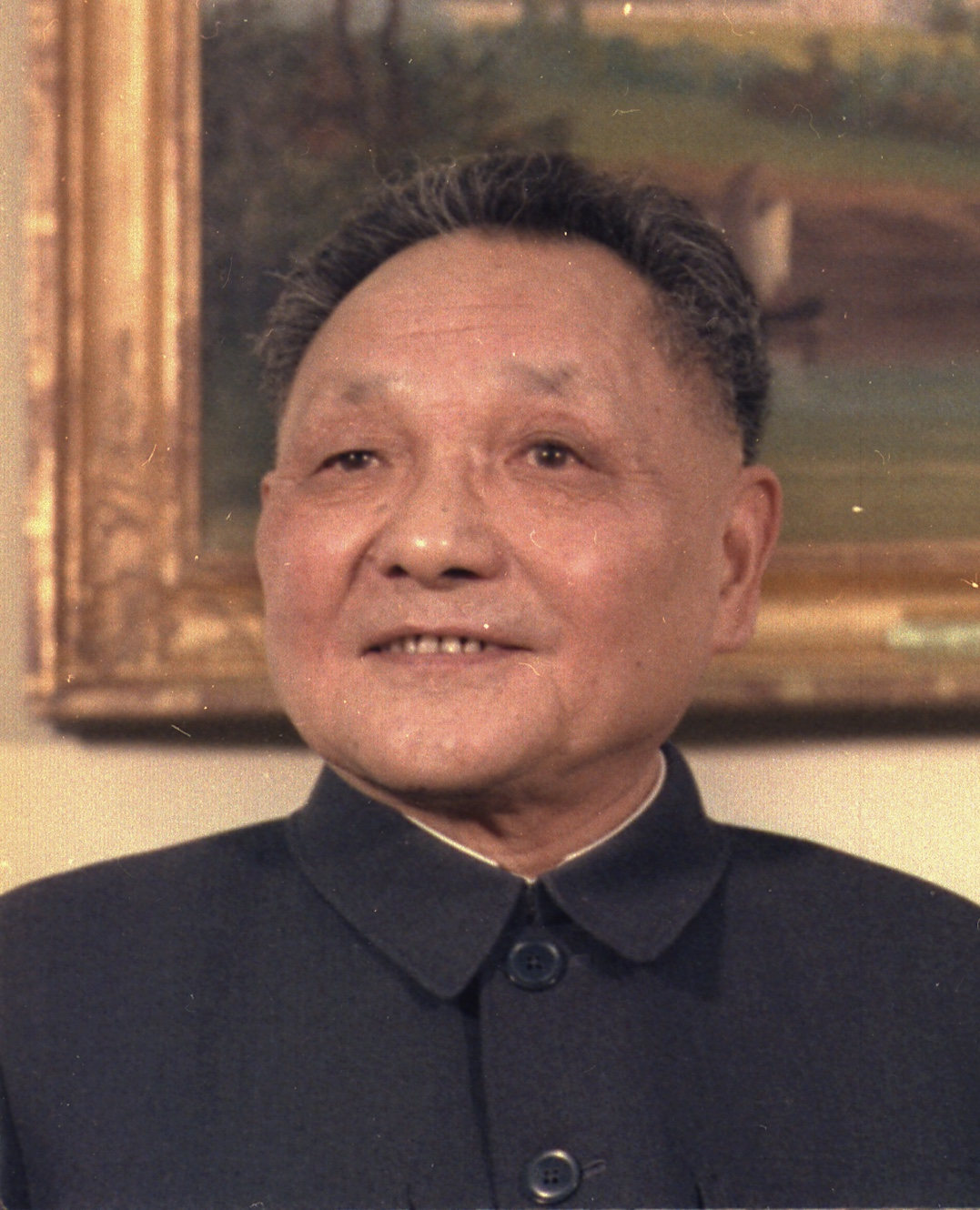
Deng Xiaoping.

- 1904: Deng Xiaoping, político chino (f. 1997).
- 1907: Luis Felipe Vivanco, poeta español (f. 1975).
- 1908: Henri Cartier-Bresson, fotógrafo francés (f. 2004).
- 1910: Lucille Ricksen, actriz estadounidense (f. 1925).

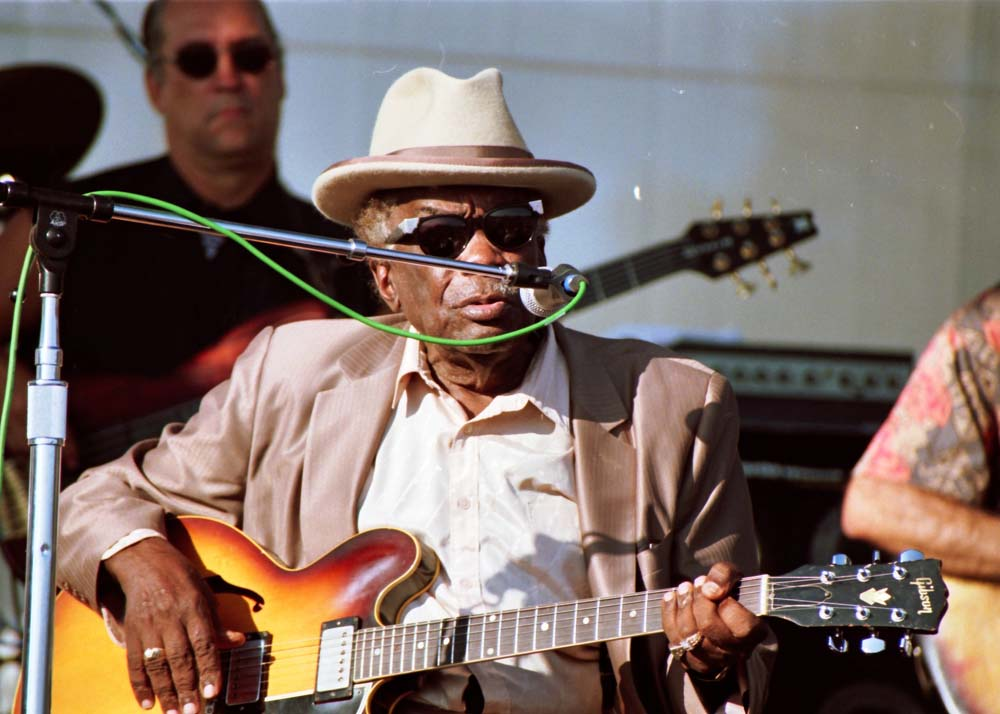
John Lee Hooker.

- 1912: John Lee Hooker, cantante y guitarrista de blues estadounidense (f. 2001).

- 1920: 

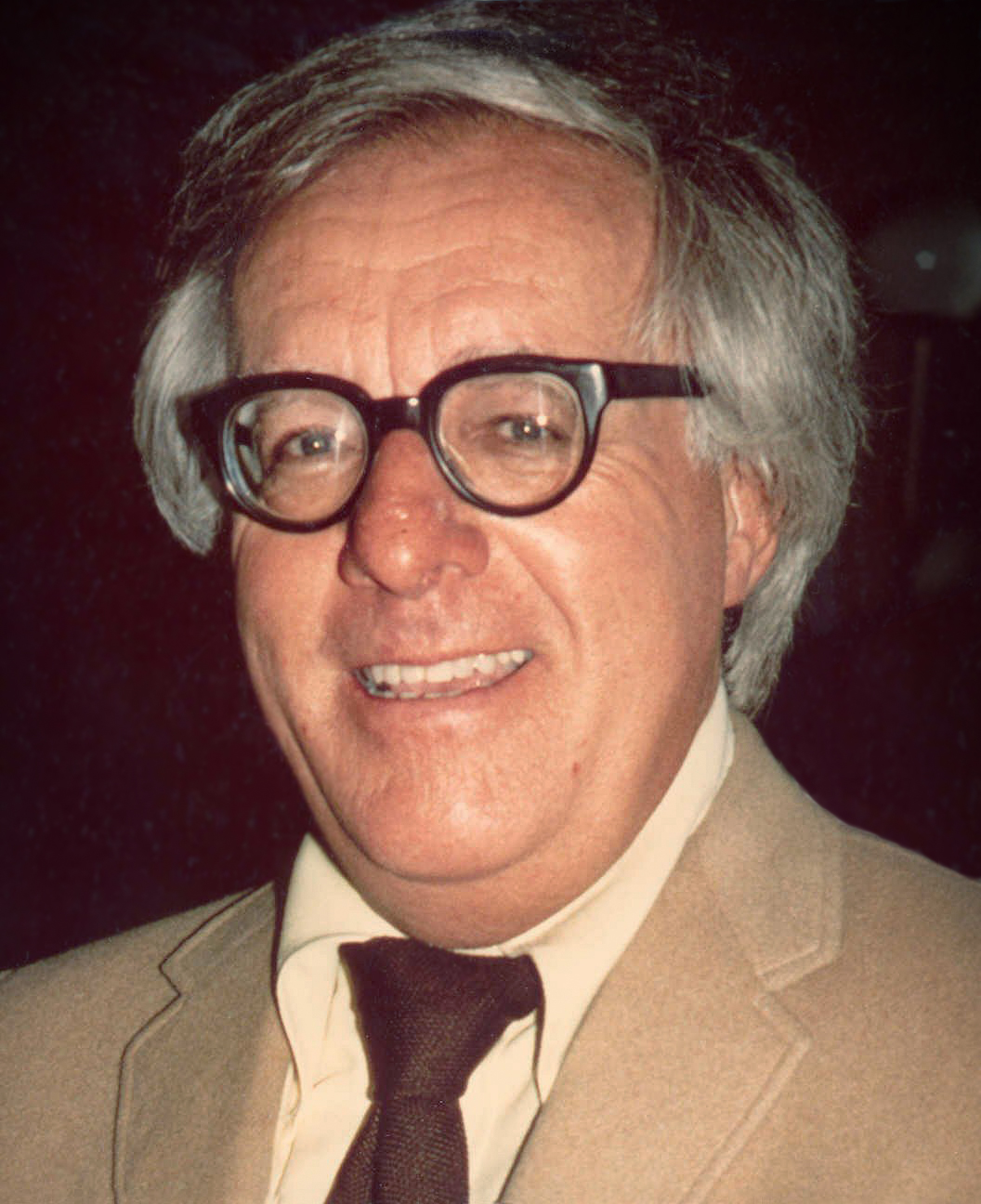
Ray Bradbury.

  - Ray Bradbury escritor de ciencia ficción estadounidense (f. 2012).
  - Denton Cooley, cirujano estadounidense (f. 2016).
  - Isaac Díaz Pardo, intelectual y artista español (f. 2012).
- 1921: Sotiria Bellou, cantante griega (f. 1997).
- 1923: 
  - José Muñoz Ávila, político español (f. 2011).
  - Han Moo-hyup, militar y empresario surcoreano (f. 2017).
- 1924: James Kirkwood, Jr., guionista estadounidense (f. 1989).
- 1925: 
  - Honor Blackman, actriz británica (f. 2020).
  - Miguel Torra, futbolista español (f. 2014).
- 1926: Ángela Jeria, arqueóloga chilena (f. 2020).
- 1928: 
  - Karlheinz Stockhausen, compositor alemán de música clásica (f. 2007).
  - Roberto Aizenberg, pintor y escultor argentino (n. 1996).
- 1930: Gylmar dos Santos Neves, futbolista brasileño (f. 2013).
- 1933: 
  - René Dahinden, zoólogo suizo (f. 2001).
  - Sylva Koscina, actriz croata-italiana (f. 1994).
- 1934: Norman Schwarzkopf, militar estadounidense (f. 2012).
- 1935: Annie Proulx, escritora estadounidense.
- 1937: Raúl Lavié, cantante de tango argentino.
- 1940: Valerie Harper, actriz estadounidense.
- 1943: Luis Roldán Ibáñez, político español (f. 2022).
- 1943: Masatoshi Shima, informático japonés.
- 1944: Peter Hofmann, tenor alemán (f. 2010).
- 1945: David Chase, guionista y director estadounidense.
- 1947: 
  - Donna Godchaux, cantante estadounidense de rock (Grateful Dead).
  - Cindy Williams, actriz estadounidense (f. 2023).
  - Ian Scheckter, piloto de automovilismo sudafricano.
- 1948: 
  - Carlos Geywitz, poeta chileno (f. 2008).
  - David Marks, compositor y guitarrista estadounidense de pop y rock (The Beach Boys).
- 1949: Þórarinn Eldjárn, escritor islandés.
- 1952: 
  - Giovanna Pollarolo, escritora peruana.
  - Santiago Santamaría, futbolista argentino (f. 2013).
- 1954: José Ramón Novoa, director uruguayo.
- 1955: 
  - Chiranjeevi, actor y político hindú.
  - Arnold Indalecio Palacios, político estadounidense, Gobernador de las Islas Marianas del Norte desde 2023
- 1957: Steve Davis, jugador británico de snooker.
- 1958: 
  - Colm Feore, actor estadounidense.
  - Vernon Reid, guitarrista y compositor estadounidense (Living Colour).
- 1959: 
  - Juan Croucier, compositor y guitarrista estadounidense de origen cubano, de heavy metal.
  - Mark Williams, actor y guionista británico.
- 1960: Serguéi Meniailo, militar y político ruso, actual presidente de la República de Osetia del Norte-Alania.

- 1961: 

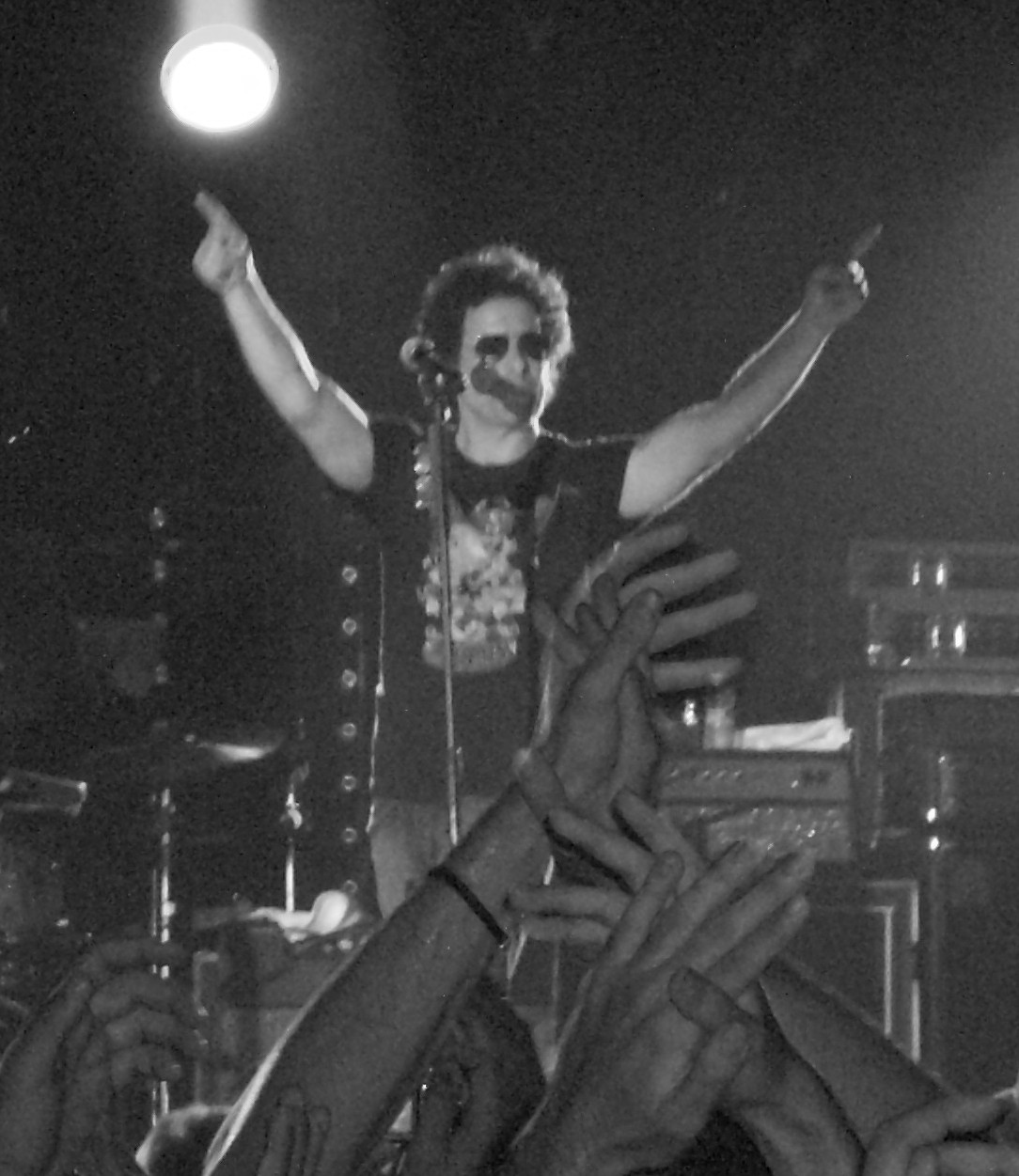
Andrés Calamaro.

  - Andrés Calamaro, cantautor argentino de rock y pop.
  - Roland Orzabal, músico británico de pop rock (Tears for Fears).
  - Silvia Peyrou, actriz argentina.

- 1963: 

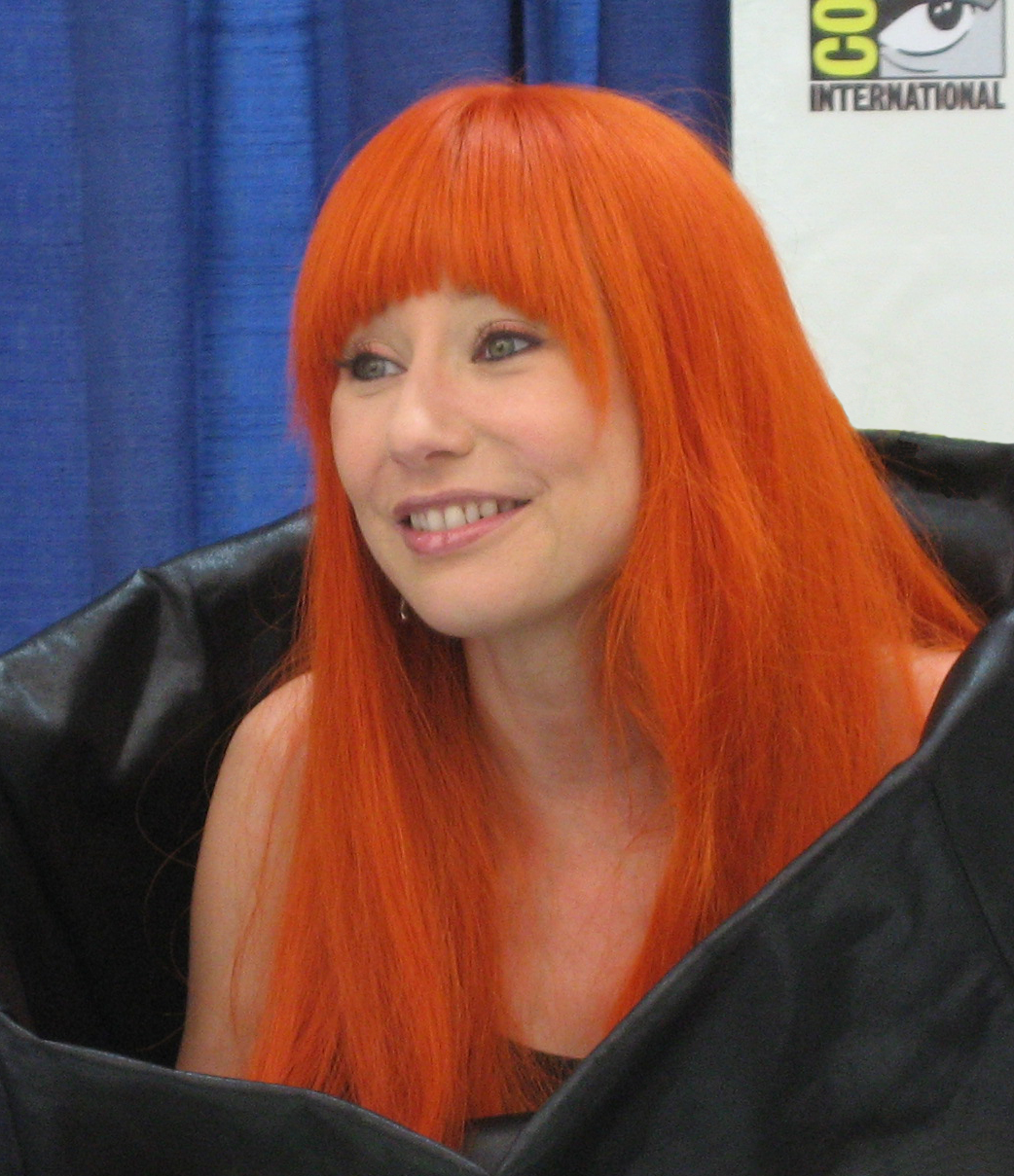
Tori Amos.

  - Tori Amos, cantante, pianista y compositora estadounidense de pop rock.
  - Terry Catledge, jugador de baloncesto estadounidense.
- 1964: 
  - Mats Wilander, tenista sueco.
  - Diane Setterfield, escritora británica.
- 1965: Marcel Sabou, futbolista rumano (f. 2025).
- 1966: 
  - GZA, rapero estadounidense (Wu-Tang Clan).
  - Rob Witschge, futbolista neerlandés.
- 1967: 
  - Adewale Akinnuoye-Agbaje, actor británico de origen nigeriano.
  - Ty Burrell, actor estadounidense.
  - Alfred Gough, productor y guionista estadounidense.
  - Layne Staley, cantante estadounidense de grounge (Alice in Chains) (f. 2002).
  - Yukiko Okada, cantante y actriz japonesa (f. 1986).
- 1968: 
  - Alexander Mostovoi, futbolista ruso.
  - Anne Nurmi, tecladista finlandesa de gothic metal, de la banda Lacrimosa.
  - Horst Skoff, tenista austríaco (f. 2008).
- 1970: Giada De Laurentiis, chef y escritora ítalo-americana.
- 1971: Richard Armitage, actor británico.
- 1972: Max Wilson, piloto de carreras brasileño.
- 1973: 
  - Howie Dorough, cantante estadounidense de pop (Backstreet Boys).
  - Kristen Wiig, cómico, actriz y escritora estadounidense.
- 1974: 
  - Luz Elena González, actriz mexicana.
  - Lili Campos Miranda, política mexicana
  - Agustín Pichot, jugador de rugby argentino.
- 1975: 
  - Rodrigo Santoro, actor brasileño.
  - Franco Squillari, tenista argentino.
- 1977: 
  - Heiðar Helguson, futbolista islandés.
  - John Javier Restrepo, futbolista colombiano.
  - Bryan Johnson, empresario estadounidense.
- 1978: 
  - Jeff Stinco, guitarrista canadiense de origen italiano de pop punk (Simple Plan).
  - James Corden, conductor de televisión de origen británico.
- 1979: Jennifer Finnigan, actriz canadiense.
- 1980: Tomas Ress, baloncestista italiano.
- 1981: 
  - Sofía Elliot, actriz argentina.
  - Takumi Saitō, actor y modelo japonés.
  - Logan Pause, futbolista estadounidense.
  - Solace Nkosi, futbolista sudafricano.
- 1982: 
  - Rodrigo Nehme, actor mexicano.
  - Marco Wölfli, futbolista suizo.
- 1983: 
  - Theo Bos, ciclista neerlandés.
  - Nacho, cantante venezolano de reguetón.
  - Laura Breckenridge, actriz estadounidense.
- 1984: Lee Camp, futbolista británico.
- 1985: 
  - Jey Uso Luchador profesional estadounidense.
  - Jimmy Uso Luchador profesional estadounidense.
- 1986: Keiko Kitagawa, actriz japonesa.
- 1987: Danielle Fox-Clarke, actriz irlandesa.
- 1988: 
  - Marco Mancosu, futbolista italiano.
  - Artem Dzyuba, futbolista ruso.
- 1989: Giacomo Bonaventura, futbolista italiano.
- 1990: Daniela Montoya, futbolista colombiana.
- 1991: Federico Macheda, futbolista italiano.
- 1992: Vladimír Coufal, futbolista checo.
- 1993: Zach Muscat, futbolista maltés.
- 1995: Dua Lipa, cantante británica de pop.
- 1996: Isidora Hernández, futbolista chilena.
- 1997: Lautaro Martínez, futbolista argentino.

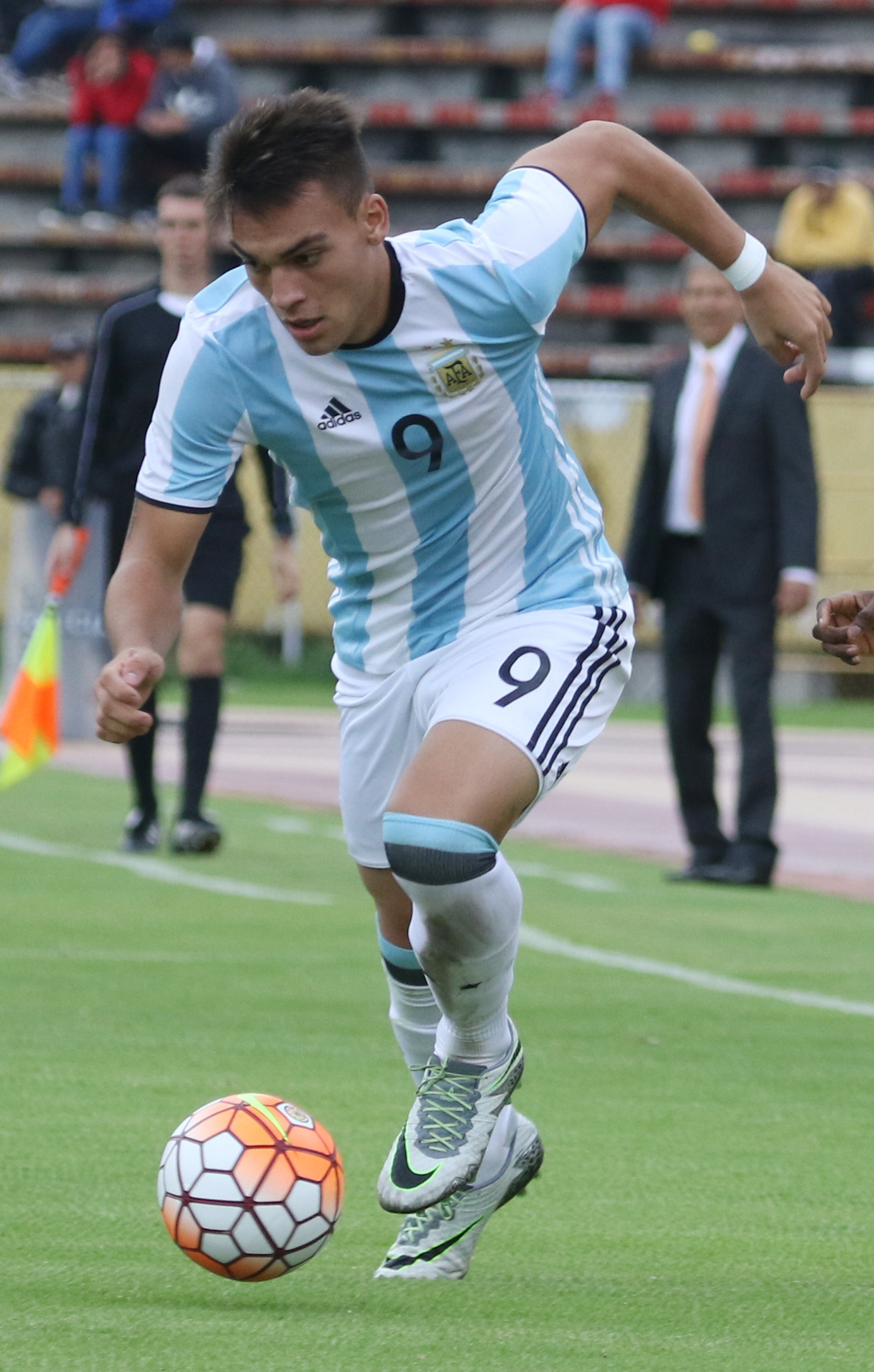

- 1998: Germán Bracco, actor mexicano
- 1999: Dakota Goyo, actor canadiense.
- 2001: Mateusz Bogusz, futbolista polaco.
- 2004: Lucas Lavagnino, futbolista argentino.

## Fallecimientos
- 408: Estilicón, general romano (n. 359).
- 1155: Konoe, 76.º emperador japonés (n. 1139).

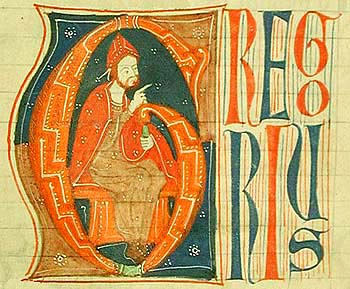
Gregorio IX.

- 1241: Gregorio IX, papa de la Iglesia católica entre 1227 y 1241 (n. 1143).
- 1280: Nicolás III, papa romano (n. 1216).

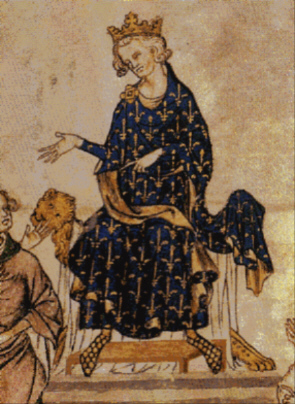
Felipe VI de Francia.

- 1350: Felipe VI de Francia (n. 1293).
- 1358: Isabel de Francia (n. 1292).
- 1485: Ricardo III, rey inglés (n. 1452).
- 1553: John Dudley, general, almirante y político inglés (n. 1504).
- 1584: Jan Kochanowski, poeta polaco (n. 1530).
- 1599: Luca Marenzio, compositor italiano (n. 1553).
- 1607: Bartholomew Gosnold, abogado y explorador inglés (n. 1572).
- 1609: Rabbi Judah Loew, místico y filósofo polaco (n. 1525).
- 1652: Jacob De la Gardie, soldado y estadista sueco (n. 1583).
- 1680: Juan Jorge II de Sajonia (n. 1613).
- 1700: Carlos de Sigüenza y Góngora, literato, astrónomo y científico novohispano (n. 1645).
- 1752: William Whiston, matemático británico (n. 1667).
- 1773: George Lyttelton, político británico (n. 1709).
- 1806: Jean-Honoré Fragonard, pintor francés (n. 1732).
- 1811: Juan de Villanueva, arquitecto español (n. 1739).
- 1818: Warren Hastings, político y administrador colonial británico (n. 1732).
- 1822: Pedro León Torres, militar venezolano, prócer de la Independencia (n. 1788)
- 1823: Lazare Carnot, matemático y político francés (n. 1753).
- 1828: Franz Joseph Gall, fisiólogo alemán, fundador de la Frenología (n. 1758).
- 1835: Leopoldo Nobili, físico italiano (n. 1784).
- 1850: Nikolaus Lenau, poeta austríaco (n. 1802).
- 1861: Xianfeng, emperador chino (n. 1831).

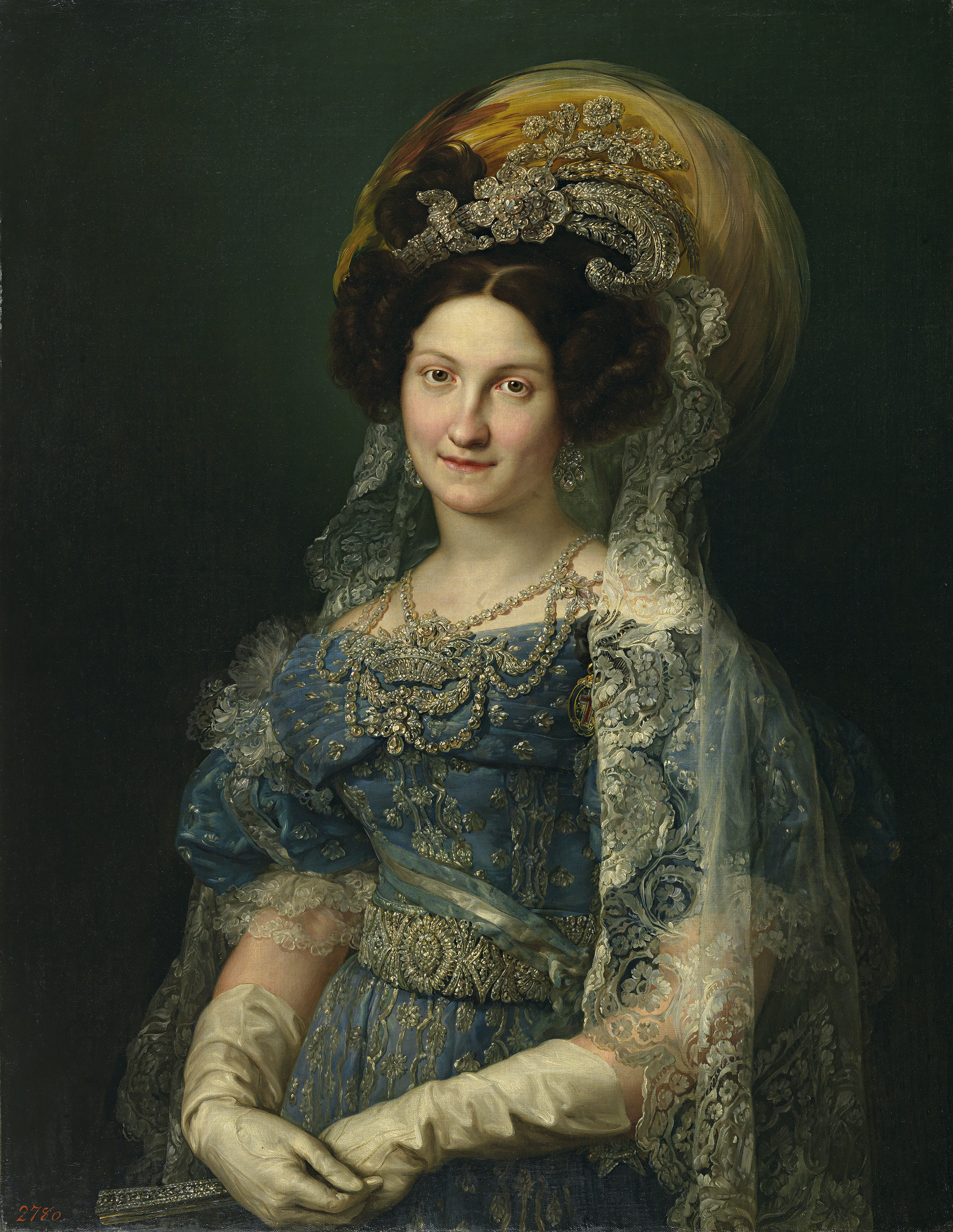
María Cristina de Borbón-Dos Sicilias.

- 1878: María Cristina de Borbón, reina consorte española entre 1829 y 1833, y regente entre 1833 y 1840 (n. 1806).
- 1891: Jan Neruda, escritor checo (n. 1834).
- 1903: Robert Gascoyne-Cecil, político británico (n. 1830).
- 1904: Kate Chopin, escritora estadounidense (n. 1850).
- 1906: Quintín Banderas, patriota y guerrillero cubano (n. 1837).
- 1918: Korbinian Brodmann, neurólogo alemán (n. 1868).
- 1920: Anders Zorn, pintor sueco (n. 1860).

- 1922: 

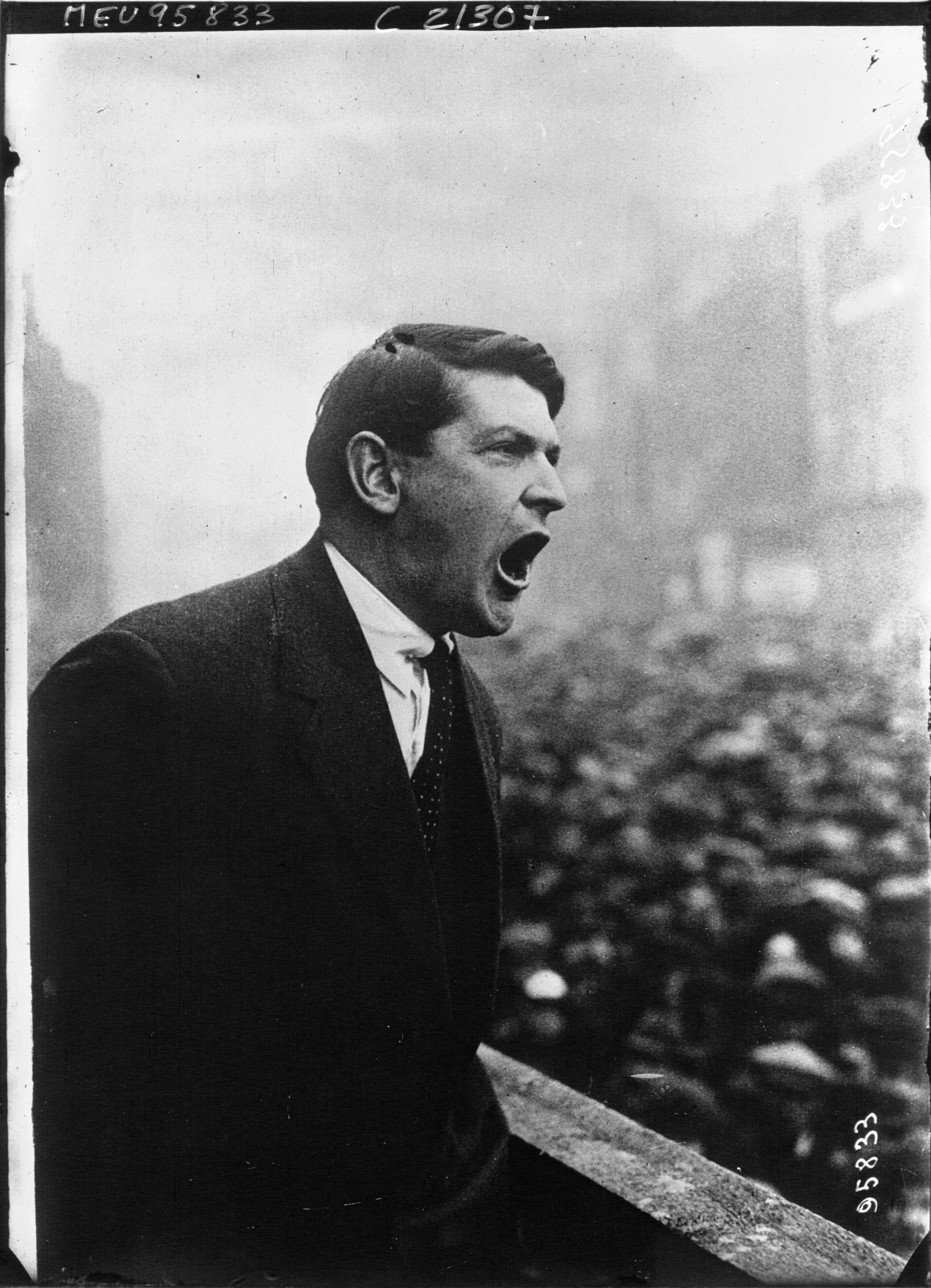
Michael Collins.

  - Michael Collins, líder y político irlandés (n. 1890).
  - Liberato Marcial Rojas, Presidente de Paraguay (n. 1870).
- 1936: 
  - Melquiades Álvarez, político español (n. 1864).
  - José María Hinojosa, poeta español (n. 1904).
  - Julio Ruiz de Alda, aviador español (n. 1888).
- 1937: Gelegdorjiin Demid, militar mongol (n. 1900)
- 1940: 
  - Isidro Gomá, clérigo y escritor español (n. 1869).
  - Oliver Joseph Lodge, físico y escritor británico (n. 1851).
- 1942: Michel Fokine, coreógrafo y bailarín ruso (n. 1880).
- 1946: Döme Sztójay, soldado y diplomático húngaro (n. 1883).
- 1949: Amado Aguirre Santiago, ingeniero, militar y político mexicano (n. 1863).
- 1950: Antonio Ejarque Pina, anarquista español (n. 1905).
- 1958: Roger Martin du Gard, novelista francés, Premio Nobel de Literatura en 1937 (n. 1881).
- 1962: Amada Díaz, mujer mexicana, hija del presidente Porfirio Díaz (n. 1867).
- 1965: Ellen Church, primera azafata de la historia (n. 1904).
- 1967: Gregory Goodwin Pincus, biólogo estadounidense (n. 1903).
- 1970: 
  - Bernardo Giner de los Ríos, arquitecto y político español (n. 1888).
  - Vladimir Propp, erudito ruso (n. 1895).
- 1972: jóvenes militantes revolucionarios argentinos asesinados en la Masacre de Trelew
  - Carlos Astudillo (n. 1944).
  - Eduardo Capello
  - Mario Emilio Delfino (n. 1942).
  - Alfredo Kohan
  - Susana Lesgart (22), guerrillera montonera (n. 1949).
  - José Ricardo Mena
  - Miguel Ángel Polti (21), n. 1951.
  - Clarisa Lea Place
  - Mariano Pujadas
  - Carlos Alberto del Rey
  - María Angélica Sabelli
  - Humberto Suárez
  - Humberto Toschi
  - Alejandro Ulla
  - Ana María Villarreal
- 1974: Jacob Bronowski, matemático y biólogo británico (n. 1908).
- 1976: Gina Bachauer, pianista y compositora griega (n. 1913).

Juscelino Kubitschek.

- 1976: Juscelino Kubitschek, político y presidente brasileño (n. 1902).
- 1977: Sebastian Cabot, actor británico (n. 1918).
- 1978: Jomo Kenyatta, político keniano, primer ministro entre 1963 y 1964 y presidente entre 1964 y 1978, padre fundador de Kenia (n. 1894).
- 1980: James Smith McDonnell, magnate estadounidense (n. 1899).
- 1980: Alfred Neubauer, mánager alemán del equipo automovilístico Mercedes-Benz (n. 1891).
- 1989: Huey P. Newton, político estadounidense, cofundador del partido Pantera Negra (n. 1942).
- 1991: Colleen Dewhurst, actriz canadiense (n. 1924).
- 1997: Noé Murayama, actor mexicano (n. 1930).
- 1998: Elena Garro, escritora mexicana (n. 1920).
- 2001: José María de Azcárate Ristori, historiador de arte español (n. 1919).
- 2002: Manuel Lora-Tamayo, químico y político español (n. 1904).
- 2003: Imperio Argentina, bailarina, actriz y cantante hispanoargentina (n. 1906).
- 2005: Luc Ferrari, compositor francés (n. 1929).
- 2008: Erik Thommesen, escultor danés (n. 1916).
- 2010: Stjepan Bobek, jugador y entrenador de fútbol yugoslavo (n. 1923).[1]
- 2011: Jack Layton, político socialdemócrata canadiense (n. 1950).
- 2012: Paulino Matip Nhial, político y rebelde sudanés.
- 2015: William Leonard Rowe, filósofo estadounidense (n. 1933).
- 2015: Eric Thompson, piloto de automovilismo británico (n. 1919).
- 2016: Sellapan Ramanathan, político singapurense, presidente de Singapur entre 1999 y 2011 (n. 1924).
- 2016: Edward Malefakis, historiador e hispanista estadounidense (n. 1932).
- 2017: Han Moo-hyup, militar y empresario surcoreano (n. 1923).
- 2018: Jesús Torbado, escritor y periodista español (n. 1943).
- 2019: Gary Ray Bowles, asesino en serie estadounidense (n. 1962).
- 2023: Toto Cutugno, cantautor italiano (n. 1943).

## Celebraciones
- Día Internacional de Conmemoración de las Víctimas de Actos de Violencia Basados en la Religión o las Creencias.
- Día Internacional del Booktuber. Creadores de contenido de YouTube que realizan y suben vídeos relacionados con libros, lo que promueve la lectura.
- Día Mundial del Folclore. Para homenajear expresiones artísticas y autóctonas que reflejan las tradiciones, costumbres y rasgos culturales de diversas regiones del mundo.
- Día Mundial de la Leche Vegetal. Alternativas a la leche de vaca y productos lácteos de origen animal.

 Por países
(Por orden alfabético)
- Argentina: 
  - Día Nacional del Folclore.[2]

- Bolivia: 
  - Día de los Abuelos (Día del Adulto Mayor).

- Chile: 
  - Día del Minero.

- Estados Unidos: 
  - Día Nacional de Comer un Durazno. (en inglés: Eat A Peach Day).
  - Día Nacional de Llevar a tu Gato al Veterinario. (en inglés: Take Your Cat to the Vet Day).
  - Día Nacional de Ser un Ángel. (en inglés: Be An Angel Day).
  - Día Nacional del Cirujano Oncólogo. (en inglés: Surgical Oncologist Day).

- India: 
  - Día de Madras. (en inglés: Madras Day). Es un festival organizado para conmemorar la fundación de la ciudad de Madrás en Tamil Nadu, India.

- México: 
  - Día Nacional del Bombero.

- Paraguay: 
  - Día del Folclore.

- Rusia: 
  - Día de la Bandera del Estado de la Federación Rusa.[3]

- Uruguay: 
  - Día de los Derechos del Hombre y el Ciudadano.

### Santoral católico
- Coronación de María Reina.

Santos
- San Guinefort, de Francia.
- San Felipe Benicio.
- San Sinforiano.
- San Fabriciano de Toledo.
- San Filiberto de Toledo.
- San Juan Wall.
- San Juan Kemble.
- San Timoteo de Roma.

Beatos
- Beato Tomás Percy.
- Beato Bernardo Peroni
- Beato Elías Leymarie de Laroche
- Beato Jacobo Bianconi
- Beato Simeón Lukac
- Beato Timoteo de Montículo

 Por países
(Por orden alfabético)
- España: 
  - Asturias, Luarca (Concejo de Valdés): Día de San Timoteo.